# Berhampore
Berhampore est une banlieue de la cité de Wellington, située dans le sud de l’île du Nord de la Nouvelle-Zélande.

## Situation
Elle siège en direction du sud de la cité, à 7 kilomètres à partir du centre de la ville et à 2 kilomètres de la côte du détroit de Cook.

## Toponymie
La banlieue fut dénommée d’après la ville de Berhampore en Inde, plus particulièrement au Bengal, qui fut un des champs de bataille du début de la bataille de Plassey de 1757.

## Installations
Entourant aussi la ville de Berhampore, on trouve le parcours de golf du Berhampore Golf Course constituant une très importante étendue de la ceinture verte (connue comme la ceinture verte de Wellington (en)) avec de nombreux parcours de promenade à pieds et chemins de marche reliant les différents secteurs entourant la ville. La banlieue comporte aussi certains des meilleurs terrains de sports, utilisables par tous temps de la ville de Wellington, situés sur Adelaide Road et en particulier le National Hockey Stadium. Avec le parcours de golf, il y a aussi un parc de skateboard/BMX avec un trajet de Vélo tout-terrain ou mountain bike adapté pour les enfants.
L'école de Berhampore (en), à proximité, ouvrit en 1915.

## Population
Les résidents de Berhampore sont d’origines ethniques et socio-économique très diverses, contribuant ainsi à l’atmosphère des communautés environnantes. Le trafic important, récemment calmé par l’action du Wellington City Council (en), au niveau d’Adelaide Road et de Luxford Street, a aidé à créer un sens plus défini de la communauté au niveau de la banlieue de Berhampore.
L'ensemble des logements au niveau de Berhampore est un mélange de propriétés, principalement de valeur basse ou moyenne avec des exemples de la plupart des styles de bâtiments visibles en Nouvelle-Zélande depuis la colonisation par les Européens.
Le Berhampore State Flats (en), localisé au niveau de Adelaide Road, est un bon exemple de l’architecture de style international (en). Il a été conçu par F. Gordon Wilson (en), architecte en chef au niveau du Département, responsable de la construction de ces maisons qui ont été terminées de 1938 à 1939.